# Tofu pudent
El tofu pudent (xinès simplificat i tradicional: 臭豆腐, pinyin: chòu dòufu) és un tipus de tofu fermentat que es caracteritza per la seva forta olor, sovint comparable amb escombraries podrides, mitjons bruts i mullats o llet agra. És un snack originari de la Xina i un dels plats més populars venut a les parades de menjar de carrer als mercats nocturns de Taiwan.
Independentment dels seus autèntics orígens, el tofu pudent ha guanyat seguidors fora del món de parla xinesa i fins i tot apareix a la llista CNN del 2011 dels aliments més deliciosos del món.

## Història
Les llegendes sobre els orígens del tofu pudent són tan diverses com el plat en si mateix i no es coneix realment d'on prové. Tanmateix, es creu que la majoria de les varietats provenen del sud-est de la Xina i s'han trobat registres històrics de tofu pudent en el període que va des de la dinastia Wei fins a la dinastia Qing.
Segons el folklore xinès, el plat va ser inventat per un erudit anomenat Wang Zhihe nascut a Anhui durant la dinastia Qing. Després de suspendre l'examen imperial, Wang Zhihe es va convertir en un venedor ambulant de tofu a Beijing. No obstant, la venda no va tenir èxit i, per evitar que aquest es fes malbé, va haver d'emmagatzemar les restes de tofu no venudes en gerres, barrejant-les amb sal i espècies. Sorprenentment, a l'obrir la gerra, alguns dies més tard, va descobrir que el tofu havia adquirit una olor desagradable, però el seu gust era deliciós. El plat va tenir tant èxit que es va obrir camí dels carrers de la Xina a la cort imperial, arribant al menú de la cort de l'emperadriu víuda Cixi. No obstant, no es coneix realment si el plat que gaudia l'emperadriu era el que ara considerem tofu pudent, o el seu cosí íntimament relacionat, el tofu fermentat o el fu jyu (腐乳).

## Producció

### Mètode tradicional

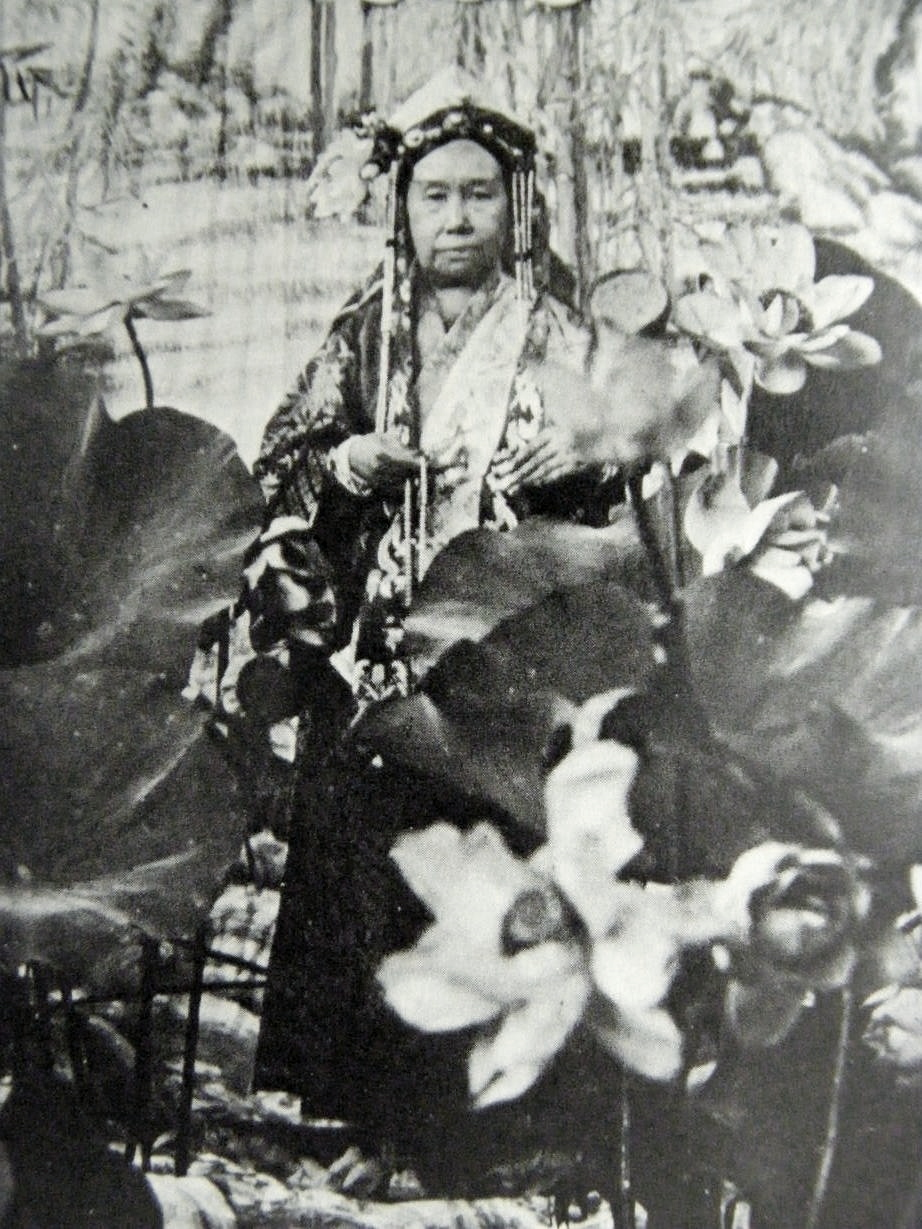
Emperetriu Cixi, de la dinastia Qing

El mètode tradicional per fer tofu pudent és marinar el tofu fresc en un recipient amb salmorra feta de llet fermentada, carn i verdures. També es pot afegir gambes pelades en comptes de carn.
Per aconseguir la salmorra es deixa la mescla en recipients a l'aire per permetre que experimenti un procés microbià natural de fermentació durant diversos mesos. S'han identificat 39 components que contribueixen a produir l'olor, però principalment són els aminoàcids que contenen sofre (cisteïna i metionina) que s'hidrolitzen produint sulfur d'hidrogen (H₂S). Després que es produeixi el trencament de la proteïna, els aminoàcids que resulten donen un sabor deliciós.
Finalment es marinen els blocs de tofu en la salmorra preparada durant uns dies (o fins i tot mesos) per desenvolupar el seu sabor. Durant aquest procés, l'activitat dels microorganismes permet la transmissió de l'olor únic als blocs marinats i la formació d'una estructura similar a esponja a l'interior d'aquest tofu. Com que no s'utilitza un bacteri starter, l'única manera per determinar la seva qualitat és la seva aparença.

### Mètode modernitzat
Tot i que el mètode tradicional encara és àmpliament practicat pels venedors ambulants, les fàbriques modernes solen utilitzar mètodes de producció més ràpids arribant a obtenir una quantitat de tofu pudent més elevada. El tofu fresc s'administra en salmorra preparada només un o dos dies abans, especialment per a cuinar fregits o bullits. El procés només afegeix olor al tofu marinat en lloc de deixar-lo fermentar completament.
Algunes fàbriques de tofu pudent de la Xina van fer servir residus de cuina podrits i colorants químics per preparar la salmorra per aconseguir l'olor i la textura en un curt període.

## Limitacions del procés de producció
Tot i ser un menjar tradicional molt conegut, existeixen dificultats en la producció industrialitzada del tofu pudent, a causa de la tecnologia emprada.
La qualitat de tofu pudent depèn principalment de la qualitat de la salmorra, que presenta una sèrie de problemes. Alguns d'aquests problemes són: les condicions extremadament difícils durant el procés operatiu, la falta de claredat de les vies metabòliques de regulació del procés fermentatiu, la manca de qualitat estable en no tenir una proporció científicament demostrada de matèria primera per la fermentació de salmorra i el control massa simple de la salmorra preparada pel remull de tofu. També hi ha limitacions en les condicions de preparació de tofu fregit, doncs no hi ha investigacions sobre el grau fregit que hauria de tenir el producte i es produeixen diferències massa grans entre els lots de producció. Per afavorir la industrialització de tofu pudent caldria, per tant, modernitzar els equips de control metabòlic i mantenir un control intel·ligent del procés metabòlic per resoldre problemes de salmorra.
D'altra banda, la fermentació del tofu pudent proporciona un entorn perfecte per a la producció d'amines biogèniques com a conseqüència de la abundància d'aminoàcids derivats de la descomposició del tofu. L'augment dels nivells d'amines biogèniques totals en el tofu fermentat durant una fermentació prolongada poden resultar perjudicials, ja que s’han reportat efectes negatius sobre la salut humana a causa d'aquests components. Per evitar això, s’ha de controlar molt el procés de fermentació, mantenint el temps de fermentació entre 12-18h i no sobrepassar les 48h. A més, es creu que la producció d'amines biogèniques i la diversitat de la microbiota durant les diferents etapes de fermentació podrien estar relacionades, la qual cosa permetrà seleccionar soques menys nocives que tinguin caràcters fermentatius desitjables per a la fabricació estàndard de tofu pudent.

## Preparació
Existeixen diverses maneres de preparació de tofu pudent, però en general es prepara al vapor, estofat o fregit. Aquest tofu pudent cuit es pot servir fred, tebi o calent, amb salsa de pebrot picant o de soia. Cal tenir present, però, que el mètode de cocció i el mètode comestible varia segons el país o la regió del país on es prepara.

### Tofu pudent al vapor
Per a la seva preparació cal coure al vapor el tofu, aconseguint així una millor absorció de sabor. Donat el fort sabor, moltes vegades s'intenta equilibrar el seu gust amb condiments com all, salsa picant o col fermentada.

Málà chòu dòufu

### Tofu pudent estofat
El tofu pudent estofat se serveix en una sopa espessa, la base de la qual pot variar. Un exemple d'aquest mètode de preparació és el plat clàssic málà chòu dòufu, que es tradueix com a tofu pudent picant, que té com a base de la sopa un brou picant que inclou xili, bolets i pebre negre en gra. D'aquesta manera s'emmascara l'olor i el sabor fort del tofu.

### Tofu pudent fregit
El tofu pudent fregit és la manera més popular de vendre aquest aliment. Al fregir el tofu, es crea una capa exterior cruixent amb una textura suau. Al igual que als dos tipus de preparació anteriors, el tofu fregit es pot servir acompañat amb col fermentada, salsa d'all o, fins i tot, amb salsa de xili, si es vol un sabor més picant.

## Microorganismes
Encara que el tofu pudent és un snack molt popular a diferents regions d'Àsia, la comunitat de microorganismes i especialment els bacteris de l'àcid làctic (BAL) presents a la salmorra fermentada continua estant poc descrita.
Es va fer una anàlisi de tres tipus diferents de salmorra fermentada. Una salmorra original fermentada i dues salmorres més, una que s’havia marinat amb tofu dur, i l'altra amb tofu tou. En aquestes mostres es van identificar 136 soques, que pertanyien a 7 gèneres i 32 espècies: Enterococus (2 espècies), Lactobacillus (14 espècies), Lactococcus (3 espècies), Leuconostoc (6 espècies), Pediococcus (1 espècie), Streptococcus (2 espècies) i Weissella (4 espècies). Amb tècniques de seqüenciació del 16S ribosomal RNA es van comparar 9 soques diferents, (6 del tofu dur i 3 del tofu tou) i van mostrar uns valors baixos de similitud respecte a soques ja prèviament seqüenciades. Aquesta dada mostra que es pot trobar una gran varietat de soques de bacteris de l'àcid làctic, on predomina Lactobacillus, durant la fermentació de salmorres del tofu pudent.
Van presentar característiques comuns als Lactobacillus habituals com que eren gram positius, amb forma de bacil, sense motilitat i no presentaven activitat catalasa. Per tant, es va passar a fer un estudi per determinar la taxonomia d'alguns dels bacteris amb valors baixos de similitud respecte soques ja existents. Es va treballar amb dos mostres de salmorra diferents, ambdues amb 5 anys d'antiguitat, una agafada d'una companyia local de menjar a Xangai, Xina, on es va descobrir el Lactobacillus curieae, mentre l'altra la van agafar de Taipei, Taiwan i van descobrir Lactobacillus odoratitofui.
S'ha descobert que el tofu pudent conté S-equol, un compost que de manera natural s'obté a partir de isoflavones de soia gràcies a l'acció de la microbiota intestinal. Per tant, també s’ha estudiat la presència dels bacteris productors de S-equol a la salmorra gràcies als beneficis que presenta aquest component per a la salut (vegeu beneficis nutricionals de tofu pudent). Els bacteris aïllats en aquests estudis eren gram-positius, en forma de vareta, anaerobis obligatoris, no mòbils i no formadors de espores. Es van identificar soques de la família Coriobacteriaceae i que presenten semblança amb espècies bacterianes com Paraeggerthella hongkongensis, Eggerthella sinensis i Eggerthella lenta.

## Seguretat alimentària

### Microorganismes patògens
El tofu pudent ha estat al radar de seguretat alimentària durant molts anys, ja que pot causar intoxicacions alimentàries greus. Hi ha alguns casos de persones que han consumit tofu pudent casolà que portava Clostridium botulinum, un bacteri neurotòxic que es pot desenvolupar si el tofu pudent no es fermenta correctament.
Un altre bacteri patògen comú observat en el tofu pudent contaminat és l'Aeromonas sobria, que es podria trobar en l'aigua que es fa servir en la fermentació i preparació d'aquest aliment. Aquest microorganisme pot produit enterotoxines i hemolisines, causant símptomes gastrointestinals com dolor abdominal i diarrea. A més, es van trobar altres grups de bacteris perjudicials en el procés de fermentació, com Halomonas i Solobacterium. Les Halomonas, són cèl·lules gramnegatives que pertanyen a la família Halomonadaceae. Els membres d'aquest gènere són tolerables a la sal i solen aparèixer en ambients salins o hipersalins, de manera que poden sobreviure a la salmorra utilitzada durant el procés de producció del tofu pudent. Diverses espècies de Halomones i Solobacterium poden tenir patogenicitat en humans i poden causar bacterièmia. De manera que, per qüestions de seguretat alimentària, s’ha informat que les Halomonas i Solobacterium causen possibles problemes de seguretat i encara és necessari desxifrar l'origen d'aquests dos grups de microbis en el tofu pudent.

### Regulació

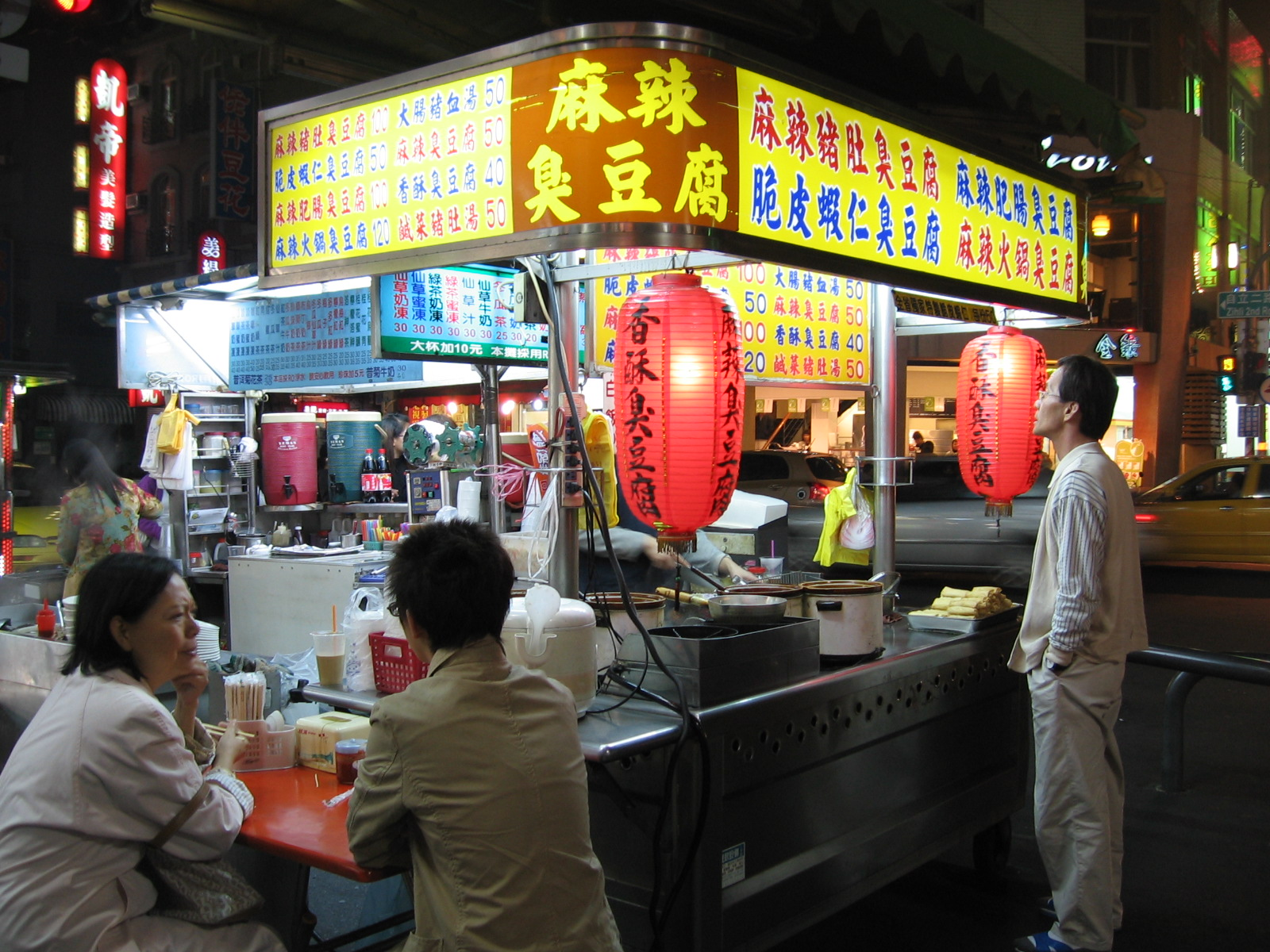
Venedor ambulant de tofu pudent al mercat nocturn de Liuhe

La naturalesa del procés de producció de tofu pudent fa que sigui extremadament difícil aprovar la regulació alimentària governamental, fins i tot a Àsia. La diversitat i la manca de mètodes formulats també fa que sigui gairebé impossible que cap govern reguli i inspeccioni aquest procés. A Àsia, cap fàbrica de tofu pudent ha obtingut llicència oficial ni es controla constantment; en la majoria dels casos, la inspecció governamental només es pot centrar en el procediment de cocció i la ventilació.
Després de nombroses violacions de la seguretat alimentaria, que incloïen la fermentació del tofu en cisternes de vàter o fins i tot amb femta, al 2015 el govern xinès va plantejar una revisió de dalt a baix de la llei nacional de seguretat alimentària. Aquesta llei renovada va imposar controls més estrictes sobre els grans sectors de la indústria alimentària i va instituir càstigs molt més durs per als infractors, incloent multes, la revocació de llicències comercials i, fins i tot, la presó. Es va considerar la llei de seguretat alimentària més dura mai promulgada a la Xina. En molts llocs, la nova llei va tenir conseqüències immediates i terribles per als venedors de menjar ambulant, inclòs els venedors de tofu pudent. El problema de la venta de tofu pudent a Shaoxing recau en la seva manca de cohesió: els productors no han estat capaços d'organitzar i autorregular els seus mètodes de producció per evitar problemes amb les autoritats. Aparentment, un comerciant havia fet un esforç per formar una associació de la indústria del tofu pudent a mitjans de la dècada de 2000, però els productors independents es van negar, al·legant que no volien compartir les seves receptes secretes.

## Propietats nutricionals

### Beneficis nutricionals

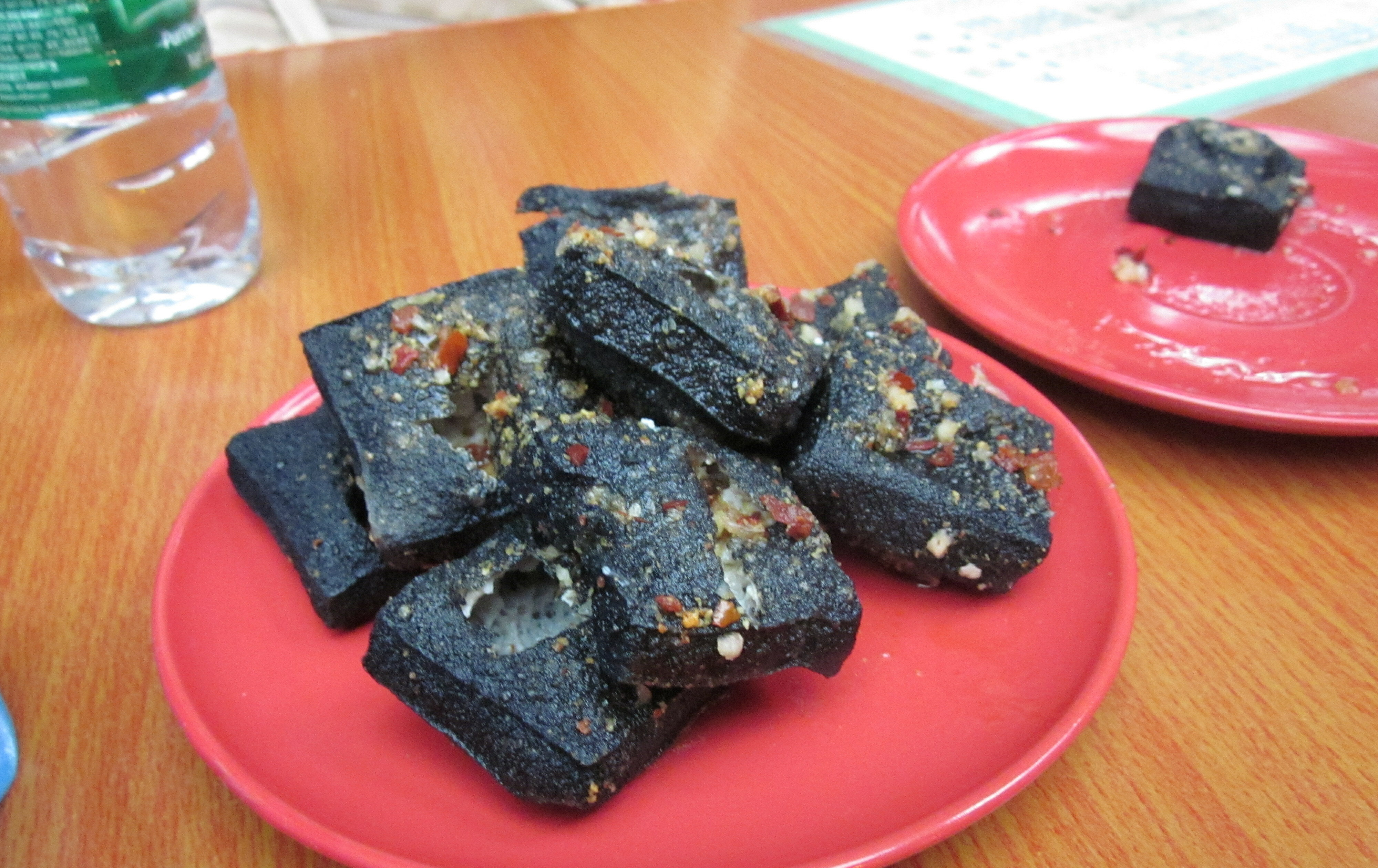
Plat de tofu pudent preparat a l'estil Changsha, a restaurant Huo Gong Dian

El tofu pudent pot ser una possible font dietètica de S-equol, especialment per les persones que no el poden produir, ja que només el 20-30% dels adults que viuen als països occidentals i el 50-60% dels adults que viuen als països asiàtics tenen els bacteris intestinals productors de S-equol. Aquest compost presenta diversos beneficis, entre els quals destaca l'efecte en la reducció de pèrdua òssia i de símptomes de menopausa en dones postmenopàusiques. A més, els estudis epidemiològics realitzats suggereixen que la producció de S-equol es relaciona amb una menor incidència de càncer de pròstata i un menor risc de càncer de mama en premenopausa i en dones postmenopàusiques.
Gràcies a l'activitat fermentadora dels microorganismes, el tofu pudent està enriquit en aminoàcids essencials i té més abundància de vitamina B₁₂ en comparació amb altres aliments comuns.

### Valor nutricional
El valor nutricional de tofu pudent és el següent:
| Valors nutricionals | 1 copa (249g) |
| ------------------- | ------------- |
| Calories            | 207           |
| Carbohidrats (g)    | 2.9           |
| Lípids (g)          | 13            |
| Proteïnes (g)       | 25            |
| Colesterol (g)      | 0.014         |
| Sodi (g)            | 1.08          |
| Potassi (g)         | 0.32          |

## Diversitat culinària

### Xina

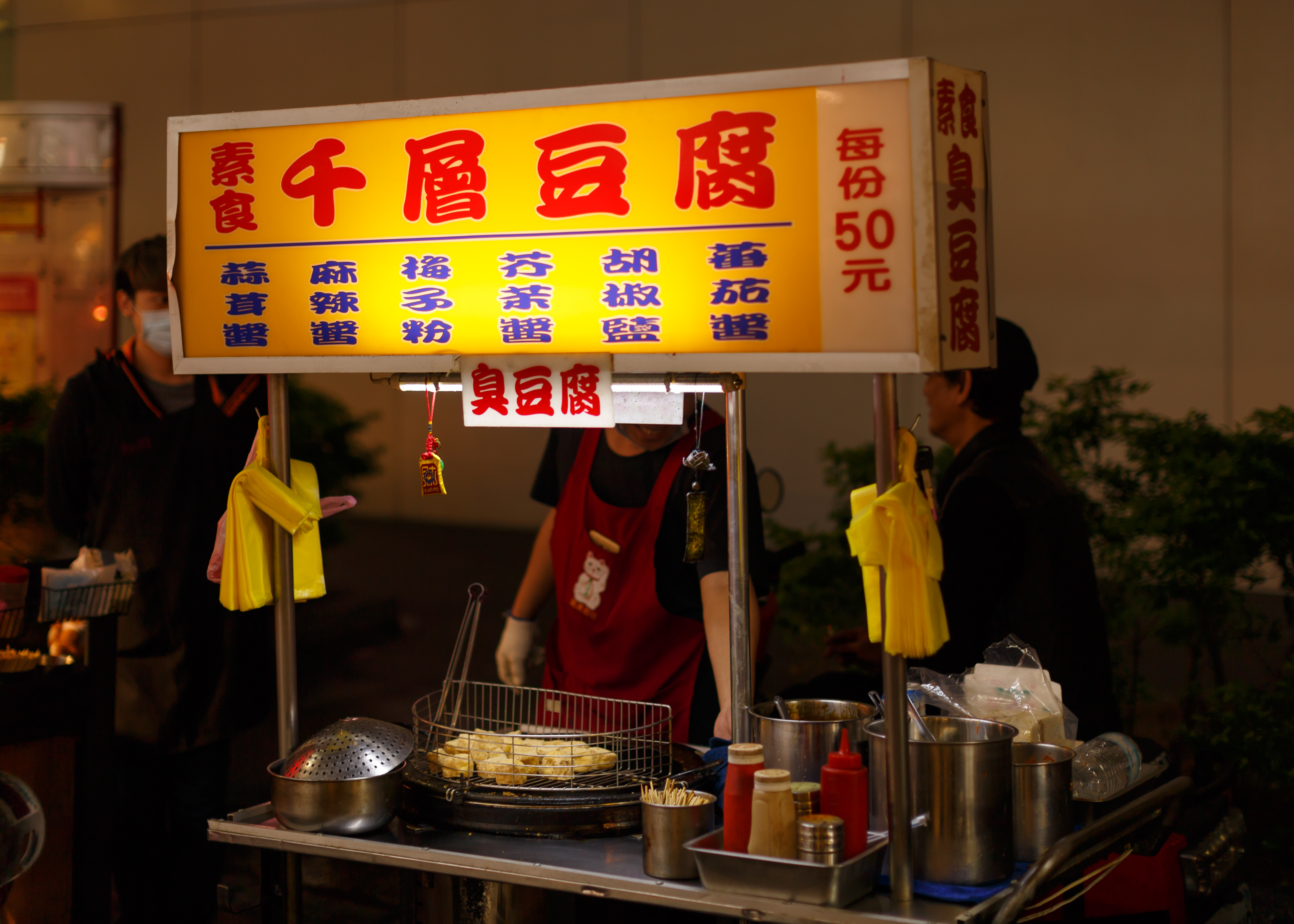
Paradeta de venta de tofu pudent al Mercat Nocturn Ximending a Taipei, Taiwan

A les diferents regions de la Xina es poden trobar diferents variacions de tofu pudent fruit de les modificacions de mètodes de producció i preparació tradicionals. Així doncs, a cada ciutat i/o provincia hi ha una manera propia d'elaborar i consumir el tofu pudent.
Els tipus de tofu sec i pudent fabricats a Changsha i Shaoxing es fabriquen amb mètodes diferents i els sabors resultants són molt diferents. La gastronomia de la província Hunan (capital de la qual és Changsha) es caracteritza per plats amb sabors forts conservats, salats i picants, preparats amb molt oli. En canvi, la provincia Zhejiang (on se situa la ciutat Shaoxing) opta per plats elaborats delicadament amb sabors suaus, frescos, saborosos, refrescants i nítids. L'estil de Changsha es caracteritza per l'elaboració de tofu pudent a partir de soia fina que es posa en remull amb una salmorra que conté brots de bambú, bolets xiitake, koji i farina de soia. La part exterior del tofu és cruixent i l'interior té un ric aroma. El secret d'aquest estil rau en els marinats tan foscos com la tinta, que proporcionen el color negre al tofu gràcies al procés de coloració amb sulfat ferrós i te en pols i que òptimament es duu a terme a 92 °C durant 28 minuts.
A Tianjin el tofu pudent s’elabora principalment a l'estil de Nanjing, amb un aroma suau.
A Xangai, el tofu pudent que es ven al carrer es fregeix i normalment se serveix amb una salsa picant o dolça, com la varietat Shaoxing. També se serveix com a condiment per a l'arròs congee (un tipus d'arròs que se serveix com porridge), sovint com a part d'un esmorzar habitual.
A Chongqing, el tofu pudent al carrer es sol fregir i submergir en una barreja de fulles de coriandre, cebolletes, xili en pols, pebre de Sichuan i oli.
A Anhui, la característica més important del tofu pudent és la seva picantor, ja que, com més picant sigui, més s’adapta al favor dels consumidors locals. A més, la creació de plats de tofu en general s'atribueix a la cuina d'Anhui.

### Taiwan

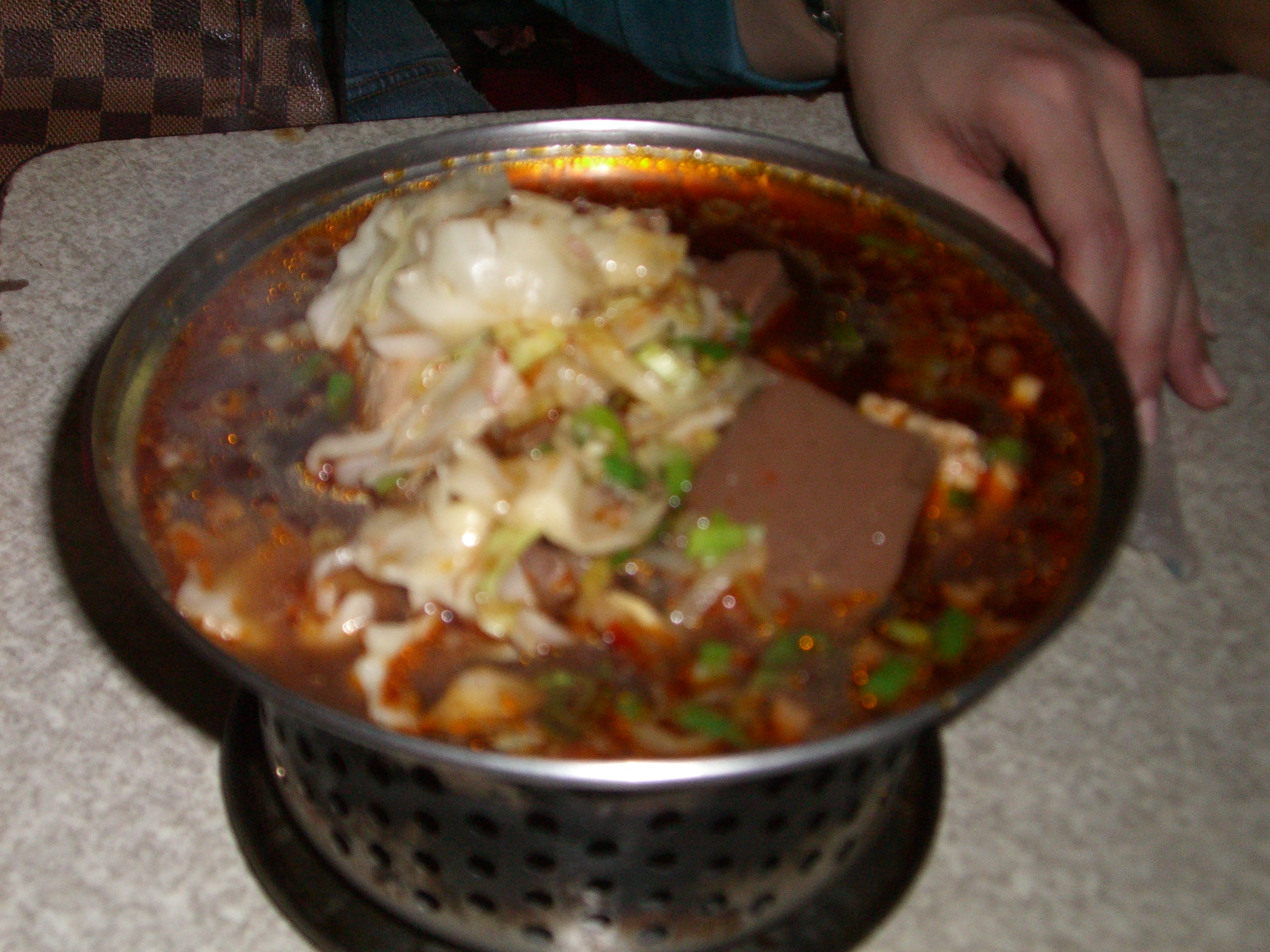
Tofu pudent amb sang d'ànec

És comú trobar tofu pudent a les parades de mercat nocturn o restaurants petits de Taiwan. Es pot trobar gran varietat de plats preparats amb tofu pudent com a ingredient principal. Per exemple, es venen varietats de tofu al vapor porós i sedós al qual, durant la preparació, se li afegeixen bolets i alfàbrega que li donen un sabor i aroma addicionals. També es comú trobar el plat clàssic de tofu pudent fregit i servit amb salsa BBQ taiwanesa, col fermentada i salsa xili.
Alguns restaurants tenen altres mètodes de preparació, com per exemple tofu a la planxa, especiat i servit com a pinxo; tofu cru i fred, cobert amb massa cruixent de sabor a algues, cebes tendres i salsa marró; pasta cremosa i gris de tofu descompost després d'un llarg procés de fermentació; entre d'altres.
De tofu pudent estofat es poden destacar varietats culinàries com tofu estofat amb bolets salvatges i gambetes, servit en una sopa verda i espessa de mostassa xinesa; tofu picant (málà chòu dòufu) amb fulles de mostassa en vinagre i xili; tofu pudent estofat servit amb sang d'ànec picant gelatinosa que complementa el tofu esponjós; etc.

### Hong Kong

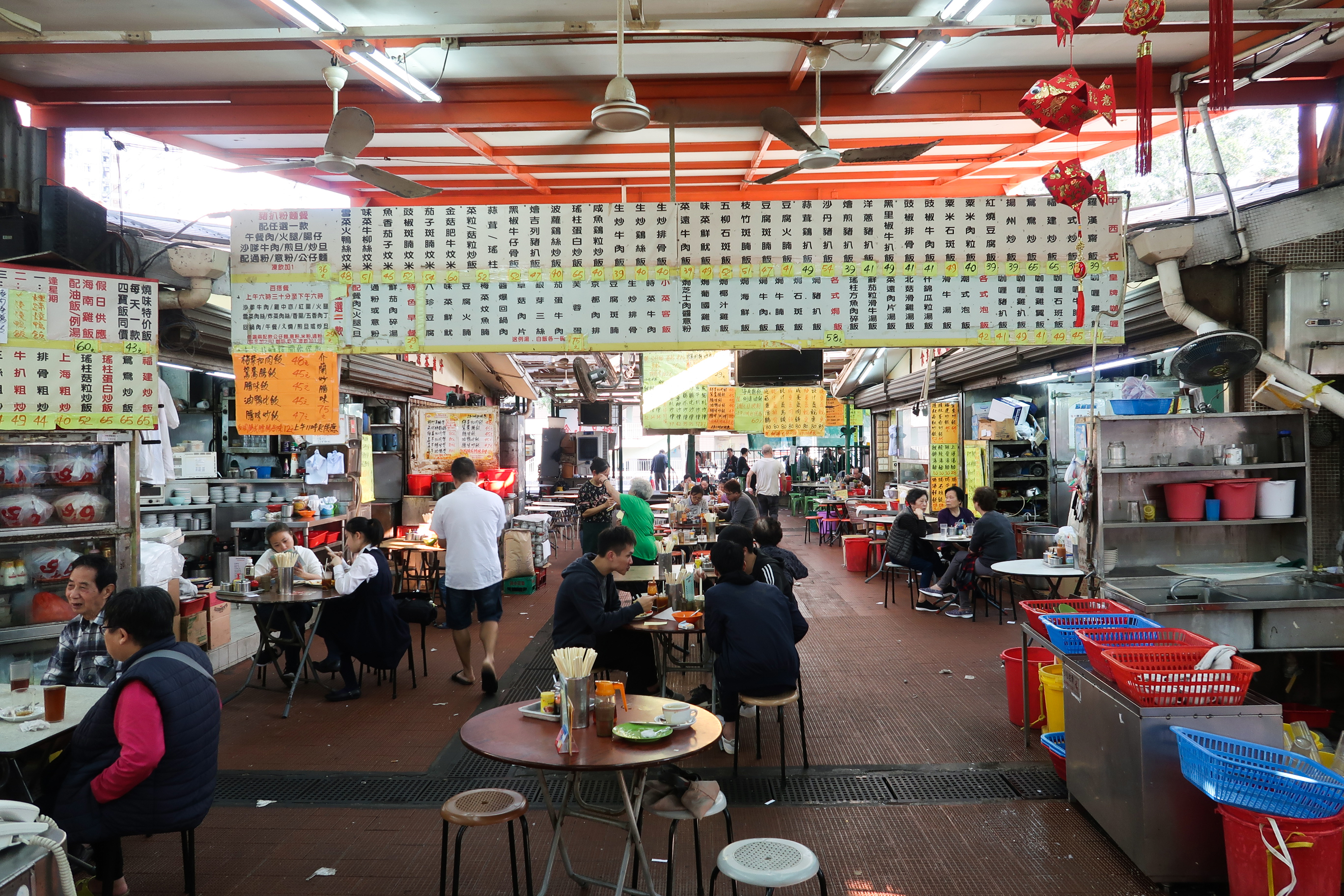
Dai Pai Dong al mercat Sha Kok Estate

A Hong Kong, el tofu pudent es pot trobar comunament a les parades de menjar de carrer de venedors ambulants o a les instal·lacions a l'aire lliure anomenades dai pai dong. De manera tradicional, es ven tofu pudent fregit fins que quedi perfectament cruixent amb salsa hoisin. En lloc de menjar-ho amb verdures en escabetx, els hongkonguessos solen gaudir de tofu pudent fregit amb salsa de xili dolç.